# Kozák Imre
Kozák Imre (Gór, 1930. augusztus 21. – Miskolc, 2016. november 17.) Széchenyi-díjas magyar gépészmérnök, a Miskolci Egyetem professor emeritusa, a Magyar Tudományos Akadémia rendes tagja. Szűkebb kutatási szakterületei a mechanikán belül: a kontinuummechanika, a héjelméletek és az egyensúlyi konfigurációk stabilitása.

## Élete, munkássága
Kozák Imre Gór községben, Vas vármegyében született 1930-ban. Középiskolai tanulmányait Szombathelyen végezte, ami után Miskolcon, a frissen alapított Nehézipari Műszaki Egyetem Gépészmérnöki Karán tanult tovább. Gépészmérnöki diplomáját 1953-ban szerezte meg, ami után az egyetem Mechanikai tanszékén maradt aspiránsként. Tudományos vezetője Sályi István professzor, a mechanikaoktatás megújítója volt. 1956-ban kapta meg egyetemi adjunktusi kinevezését, miután megszerezte műszaki doktori címét. 1961-ben lett a műszaki tudomány kandidátusa (Vékonyfalú cső korlátozott rugalmas-képlékeny alakváltozása belső nyomás hatására), és még ebben az évben docenssé nevezték ki. 1968-ban egyetemi tanári címet kapott, majd 1971-től a Mechanikai Tanszék, egyúttal a Mechanikai Tanszéki Akadémiai Kutatócsoport vezetője lett. Ezeket a funkcióit 1993-ig látta el. „Nagydoktori” értekezését (Vékony héjak feszültségmezővel felépített elmélete) 1981-ben védte meg, ezután lett egyetemi tanár. 2001-től professor emeritus.
Oktató munkája során egy olyan képzés elindítását kezdeményezte és valósította meg, amelynek a célja a mechanika elméletének és gépészmérnöki alkalmazásának magasabb szintű megismertetése volt a hallgatósággal. Széles körű oktatási, kutatási területének főbb tématerületei: statika, dinamika, szilárdságtan, rugalmasságtan, képlékenységtan, kontinuum-mechanika, az alakváltozási tenzormező kompatibilitása, a rugalmasságtan duál rendszere, általános héjelméletek, kontinuum relatív mozgása, tenzormezők objektív idő szerinti deriváltjai, rugalmas egyensúlyi konfiguráció stabilitása követő terhelés esetén.
A Miskolci Egyetem vezetésében is tevékenykedett: 1968-tól 1970-ig és 1980-tól 1983-ig tudományos rektorhelyettes, majd 1972-től 1978-ig általános rektorhelyettes volt.
A Magyar Tudományos Akadémia 1995-ben levelező, majd 2001-ben rendes tagjává választotta. 1996-tól 2002-ig a Miskolci Akadémiai Bizottság elnöke volt.
Kozák Imre nős, egy lánya és egy fia van.

## Szakmai, közéleti tevékenysége
- 1980–1996 A Miskolci Akadémiai Bizottság Klubtanács elnöke
- 1984–1996 A TMB Gépészeti Kohászati Szakbizottság tagja
- 1996–2000 Az MTA Doktori Tanács Gépészeti Kohászati Szakmai Bizottság tagja
- 1995– Az MTA VI. O. tagja
- 1990–1993 A Miskolci Akadémiai Bizottság tagja
- 1993–1996 A Miskolci Akadémiai Bizottság alelnöke
- 1996–2002 A Miskolci Akadémiai Bizottság elnöke
- 1993–1996 Az OTKA Építő-Építész-Közlekedési Zsűri tagja
- 1996– Az MTA VI. O. AKP osztályzsűri elnöke
- 1983–1990 A Miskolci Városszépítő Bizottság Elnöke
- 2001– A Sályi István Gépészeti Tudományok Doktori Iskola Tanácsának tagja
- 2001– A Műszaki Természettudományi Habilitációs Bizottság tagja
- 2002– A Vox Privinciae Borsod-Abaúj-Zemplén Megye kuratóriumának elnöke

## Elismerései
- 1978 – a Munka Érdemrend arany fokozata
- 1988 – Apáczai Csere János-díj
- 1993 – Pro Urbe Miskolc díj
- 1997 – Miskolc város díszpolgára
- 1999 – Széchenyi-díj (megosztva)
- 2001 – a Miskolci Egyetem díszdoktora
- 2013 – a Magyar Érdemrend középkeresztje

## Válogatás szakirodalmi munkásságából
- Kozák I.: Small Elastic-Plastic Deformation (Cosed by Internal Pressure) of a Thin-Walled Tube, Clamped at One of Its Ends to a Rigid Support, Acta Technica Academiae Scientiarium Hungaricae (1950–1987) 55:(1–2), 1966, pp. 7–26.
- Kozák I.: A szilárdságtani modellalkotás és a végeselem-módszer, In: Géptervezők III. Országos Szemináriuma. 1977.
- Kozák I.: Notes on the field equations with stresses and the boundary conditions in the linearized theory of elastostatics, Acta Technica Academiae Scientiarium Hungaricae (1950–1987) 90:(3–4), 1980, pp. 221–245.
- Kozák I.: Construction of an approximate linear shell theory by asymptotic integration of the equtions of elasticity in terms of stresses, Advances in Mechanics, 6(1/2), 1983, pp. 91–110.
- Kozák I.: Continuum mechanics (Summary and Comparison of Solid and Fluid Mechanics), Acta Technica Acad. Sci. Hung., Vol. 107. (3–4), 1995–96, 303–338.
- Kozák I.: Relative motion of continua with applications of nonlinear problems by the finite element method (Társszerzők: Páczelt, I. and Szeidl, Gy.), Computers Math. Applic., Vol. 31., No. 4/5, 1996, 191–199.
- Kozák I.: Relative motion of continua and time derivatives of tensors, Miskolci Egyetem, 1998, 61 p.
- Kozák I.: Conservativeness of follower surface loads and the stiffness matrix of FE analysis, Publ. Univ. of Miskolc. Series C, Mechanical Engineering., Vol. 50., 1999, 41–54.
- Kozák I.: FE analysis of geometrically nonlinear static problems with follower loads (Társszerzők: Nándori, F. and Szabó, T.), Computer Assisted Mechanics and Engineering Sciences, Vol. 6., 1999, 369–383.
- Kozák I.: Principle of complementary virtual work and the Riemann-Christoffel curvature tensor ascompatibility condition, Journal of Computational and Applied Mechanics, Vol.1., 2000, 71–79.
- Kozak, I.: Tensors of finite rotations and small strains on the middle surfece of a shell, Journal of computational and applied mechanics, 6(2), 2005, pp. 257–276.
- Kozák, I.: Héj alakváltozás utáni középfelületének meghatározása alapformuláinak (metrikus tenzorok és görbületi tenzorok) ismeretében, Miskolci Egyetem, Mechanikai Tanszék, 2009, pp. 1–13.